# Hans van Steenwinckel
Hans van Steenwinckel (* vor 1639 in Kopenhagen; † 1700 ebenda) war ein dänischer Architekt und Bildhauer. Er entstammte der flämischen Künstlerfamilie Steenwinckel, die im 16. und 17. Jahrhundert in Dänemark wirkte. Er war wie sein Vater Hans II. und dessen Vater Hans I. Königlicher Baumeister in Dänemark.

## Leben

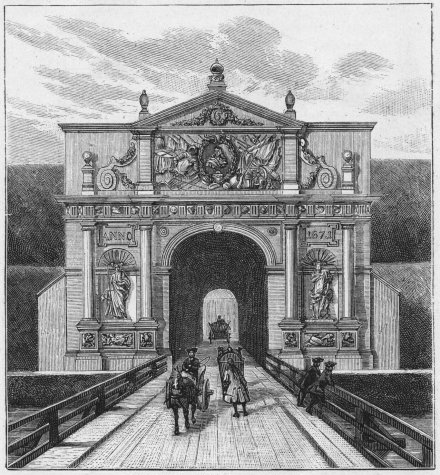
Nørreport.

Van Steenwinckel war seit dem 24. April 1664 mit Elsebe (geborene Jakobsdatter) verheiratet. Er ist 1667 als Bildhauer nachgewiesen. 1669 wird er als Königlicher Baumeister erwähnt. Er arbeitete unter dem Königlichen Generalbaumeister Lambert van Haven. Erhalten sind in der Königlichen Bibliothek Entwürfe, die er für das 1857 abgetragene Stadttor Nørreport (deutsch Nordertor) (1670), Schloss Vordingborg (1670/73), eine neue Grabkapelle der Petrikirche (1681), das Marinehospital (1684/86), für zwei Pulvertürme (1688/90) und für ein Vorgängergebäude des heutigen Schlosses Eremitage (1694) fertigte. Zugeschrieben wird ihm das Palais Charlottenborg und ein Vorentwurf für das Grabmal des Hans Schack, welches dann von Thomas Quellinus in einer Variante ausgeführt wurde. Er führte viele Arbeiten im Auftrag des Königs Christian V. aus. Er war auch als Bildhauer tätig, so gilt beispielsweise das Altarbild in der Erlöserkirche in Christianshavn als sein Spätwerk, das jedoch erst nach seinem Tod fertiggestellt wurde.